# Essai pressiométrique Ménard
L'essai pressiométrique est un essai de chargement in situ effectué au sein même du terrain grâce à la réalisation préalable d'un forage. L'analyse des résultats permet d'obtenir, pour une profondeur donnée, les caractéristiques mécaniques du sol et d'effectuer les calculs de fondation.
Trois caractéristiques du sol sont notamment déduites : 
- le module pressiométrique EM qui définit le comportement pseudo-élastique du sol
- la pression limite pl qui caractérise la résistance de rupture du sol,
- la pression de fluage pf qui définit la limite entre le comportement pseudo-élastique et l'état plastique

## Appareillage
L'appareil pressiométrique est constitué d'une sonde cylindrique dilatable radialement que l'on descend dans le sol au niveau de l'essai et d'un appareillage de mesure restant en surface.
La sonde constituée de trois cellules exerce sur la paroi du forage, au niveau de la cellule centrale de mesure, des pressions rigoureusement uniformes selon une progression arithmétique. Les déplacements de cette paroi qui en résultent sont lus ou enregistrés pour chacune des pressions en fonction du temps.

## Histoire
Le pressiomètre moderne a été inventé par Louis Ménard en 1954, alors qu'il était étudiant à l’École nationale des ponts et chaussées. Il en dépose le brevet, et développe sa commercialisation à partir de 1957 à travers un réseau de licenciés, puis à l’international. L’utilisation du pressiomètre Ménard est également très vite adoptée après son invention par le Laboratoire central des ponts et chaussées. Il s'agit actuellement de l'outil de mesure le plus couramment utilisé en France pour le dimensionnement des fondations et soutènement des ouvrages de génie civil.